# Jean-Pierre Capeyron
Jean-Pierre Capeyron (né le 5 mai 1947 à Talence et mort le 8 février 2014 à Hyères à l'âge de 66 ans) est un concepteur de costumes français. 
Il a conçu des costumes pour l'opéra, le théâtre, la télévision et le cinéma. Parmi les opéras auxquels il a collaboré, on trouve Les Noces de Figaro (Mozart), Fidelio (Beethoven), Dialogues des carmélites (Poulenc), La Flûte enchantée et d'autres dans les principales maisons d'opéra de France notamment l'Opéra national de Paris, l'Opéra de Nice, l'Opéra-Comique, l'Opéra de Marseille. À l'Opéra d'Israël, il a conçu des costumes pour La Gioconda (Ponchielli). Il a également conçu des décors pour le théâtre et l'Opéra.
Il a donné en 1995 au département des arts du spectacle de la Bibliothèque nationale de France des archives et des documents concernant son travail de 1979 à 1990.

## Costumes pour le cinéma
- 1997 : Les Noces de Figaro (téléfilm)
- 1998 : La Jolie fille de Perth
- 1999 : Pelléas et Mélisande (téléfilm)
- 1999 : Les Diamants de la couronne
- 2005 : Noé (téléfilm)

## Costumes pour l'opéra
- Les Noces de Figaro (Mozart)
- Fidelio (Beethoven)
- Dialogues des carmélites (Poulenc)
- La Flûte enchantée (Mozart)
- La Gioconda[10]
- Haydée (Auber)